# 維護公民社會價值，反對宗教右翼霸權大遊行
「維護公民社會價值，反對宗教右翼霸權」大遊行於2009年2月15日舉行，由「宗教霸權關注行動」主辦，公民社會網絡和香港青年學生聯合會協辦。「宗教霸權關注行動」原名為「香港反『保守基督教派霸權』運動」（此名義仍可見於組織上的網址），矛頭直指基督教。遊行的目的，是對一些被認為是宗教右翼團體（如恩福堂、明光社等）高調干預政治的做法，例如阻撓有關保護同性戀同居者的法例或條文通過，要求從嚴制訂淫審條例等，表達強烈抗議。主辦者表示，有1,200人參加遊行。不過蘋果日報記者在現場觀察時，報導約有7,500人參加遊行。

## 背景
因為近年香港發生多宗倫常慘案，在第三屆香港立法會會期中，政府同意泛民主派的建議，進一步修訂家庭暴力條例，把涵蓋範圍擴大至「受到暴力侵害的同性同居者」。但此舉率先引來民主黨議員，信奉基督教的黃成智不滿，認為此舉等同默認同性婚姻，要求推翻此共識，並向民主黨申請自由投票，以反對此修訂案。此舉引來其他同樣擁有宗教背景的議員效仿，加上其他保守派的保留態度下，令議案可能在只有部分泛民主派支持下未獲足夠支持。也有宗教團體作同相同連署，要求家庭暴力條例不要涵蓋同性同居者。
中國基督教播道會恩福堂牧師蘇穎智在立法會中更指出，同默認同性婚姻，「會令社會風氣敗壞,更多人染上AIDS,更令大學生變成性奴」。蘇穎智呼籲教友與市民於立法會討論家庭暴力條例時「包圍立法會」。立法會舉行《家庭暴力條例》公聽會是在在2009年1月10日進行 .   [2009-05-04]. （原始内容存档于2019-10-30）.，一批市民響應呼籲，到立法會示威區範圍內請願，並向支持把同性同居者納入家庭暴力條例的社民連黃毓民議員喝倒采，但沒有包圍立法會。
政府在2008年底就淫審條例的修訂檢討（俗稱網上23條），展開首輪諮詢。明光社等宗教團體支持有關條例，2009年1月21日的一場公聽會中，多個宗教團體代表要求立法強制互聯網供應商透過過濾軟件堵截色情資訊，並全面收緊《淫審條例》。
彩虹行動陳諾爾2008年11月20日在立法會內發言：「我們要求把條例全條廢除。」
香港基督徒學生運動曾凱玲: 「青少年是有血有肉有性的人... 以為製造無菌環境就可以解決所有問題...無菌環境實在不實際, 請家長和老師正確教導青年人什麼是性, 點樣去享受性。」
事後引起家長及教育界的迴響，社民連指《淫褻及不雅物品管制條例》阻礙資訊流通自由，要求當局撤回諮詢。2009年1月21日200校及六個團體包括教育評議會刊登聯署廣告反對廢除淫審條例。教評會副主席何漢權表示，現時網上及媒界的色情及不良資訊「多得恐怖」，對學生有重大影響，不應只為言論自由而罔顧學生的道德培育，「條例修訂的重要性不下於教學語言微調」。但以上團體的行動，雖然沒有證據，但仍然有人認為是明光社在背後策動。更有人公開在獨立媒體報指控明光社「向家長偽稱性解放份子要廢除淫審」是引起遊行人士不滿的原因之一。 
以上種種原因，引來部分網民不滿，認為這些宗教團體是右派及不停騎劫民意，以宗教之名，行專權之實。淫審條例的修訂會傷害香港的言論自由，而反對家暴收訂則被指歧視同性戀。就算是基督徒如曾健成(阿牛)及黃毓民，都對相關宗教團體有所不滿。明光社常以整個教會代言人自居，按著基督教的思想，一個肢體軟弱，就是全身的軟弱。往往令不少保守派基督徒相信這次遊行是針對整個基督教，引發起很多香港社會不同背影的宗教人士及學者如陳士齊就有關的遊行發出公開文章，評論今次事件。結果，引發網民走上街頭。有網友更在事前製作短片，力數相關宗教體過去的霸權行為，呼籲大家走出來參與這次遊行。

## 過程

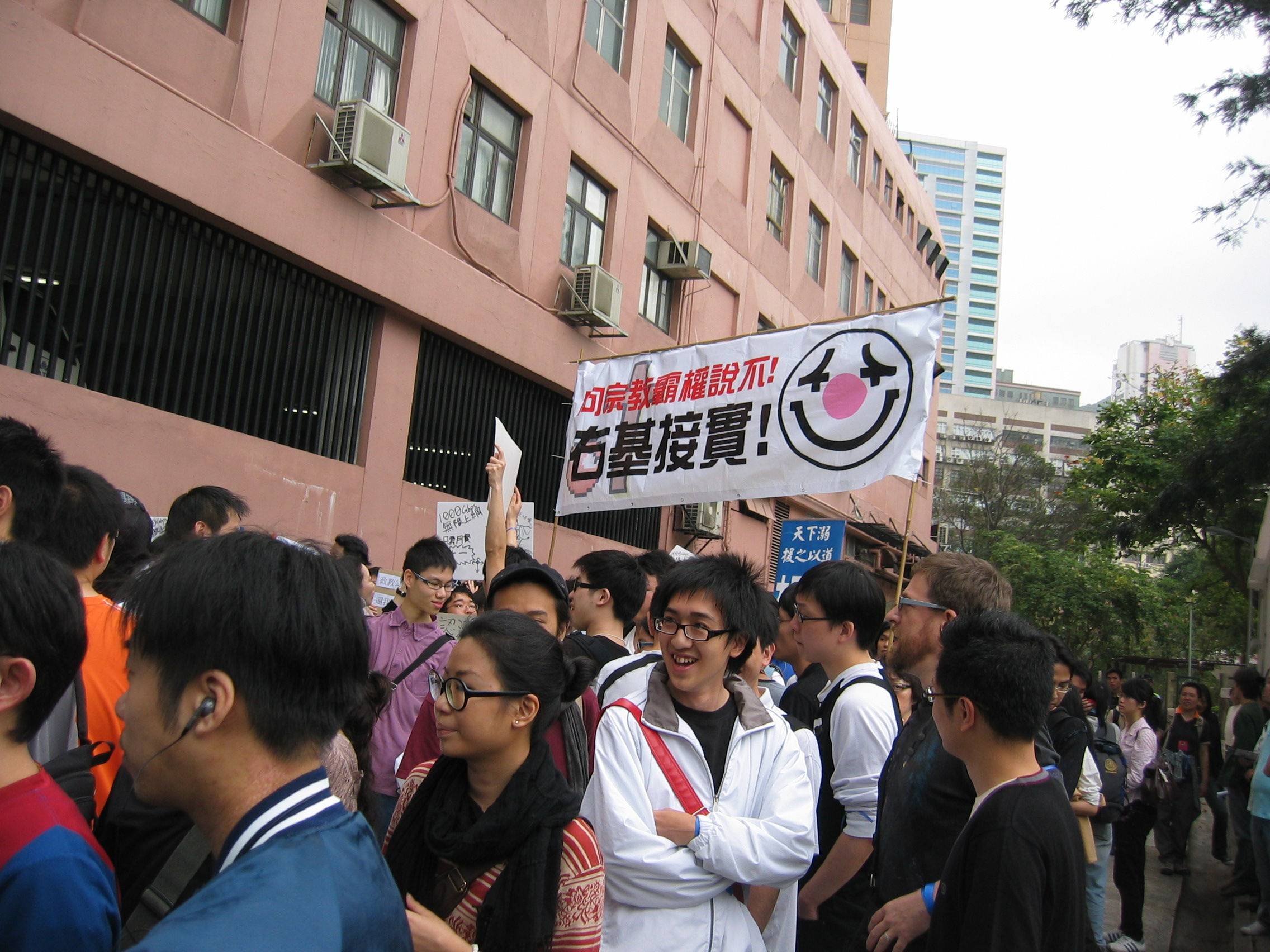
示威者剛從長沙灣徑出發

示威者在香港時間當日早上11時30分，於長沙灣徑集合，經過長裕街和大南西街，再轉入長沙灣道，向太子方向遊行，以界限街為終點。遊行路線會經過蘇穎智所屬的恩福堂位於荔枝角的恩福中心，和明光社總部。
出發前，示威者高唱Beyond的《光輝歲月》。出發後不久，就到達恩福中心。在恩福中心外，遊行人士在欄杆綁起藍色絲帶，期間所有示威者保持靜默，而恩福堂則派出多名保安員及一組特別糾察隊戒備。轉入長沙灣道後，他們沿途高叫各種口號，包括「博愛精神在人間　不要道德塔利班」、「普世價值是人權　不容狂熱來折損」、「妄想淫審代教仔　右翼邏輯唔實際」、「學校回條假民意　公民教育被騎劫」、「最大誡命是愛　不要教條逼害」、「反對狂妄　還我謙卑」、「反對偽君子　還我真道德」。而當示威者經過維護家庭聯盟的辦公室時，示威者則在「神愛世人」的招牌下，繼續高呼口號，有示威者更大喊「不要道德塔利班」、「蘇穎智無恥」、「明光社無恥」及「蔡志森無恥」。除了反宗教右翼霸權外，還有示威者發起「全球投訴崖上的波兒大行動」，以反諷宗教右翼團體。最後示威者在下午1時25分左右到達界限街，示威亦告一段落。
事後，2009年2月15日《蘋果日報》把遊行放在頭版，標題卻沒有反宗教字眼，而是《500人透過facebook組織上街　反對淫審代教仔》。

## 人數統計

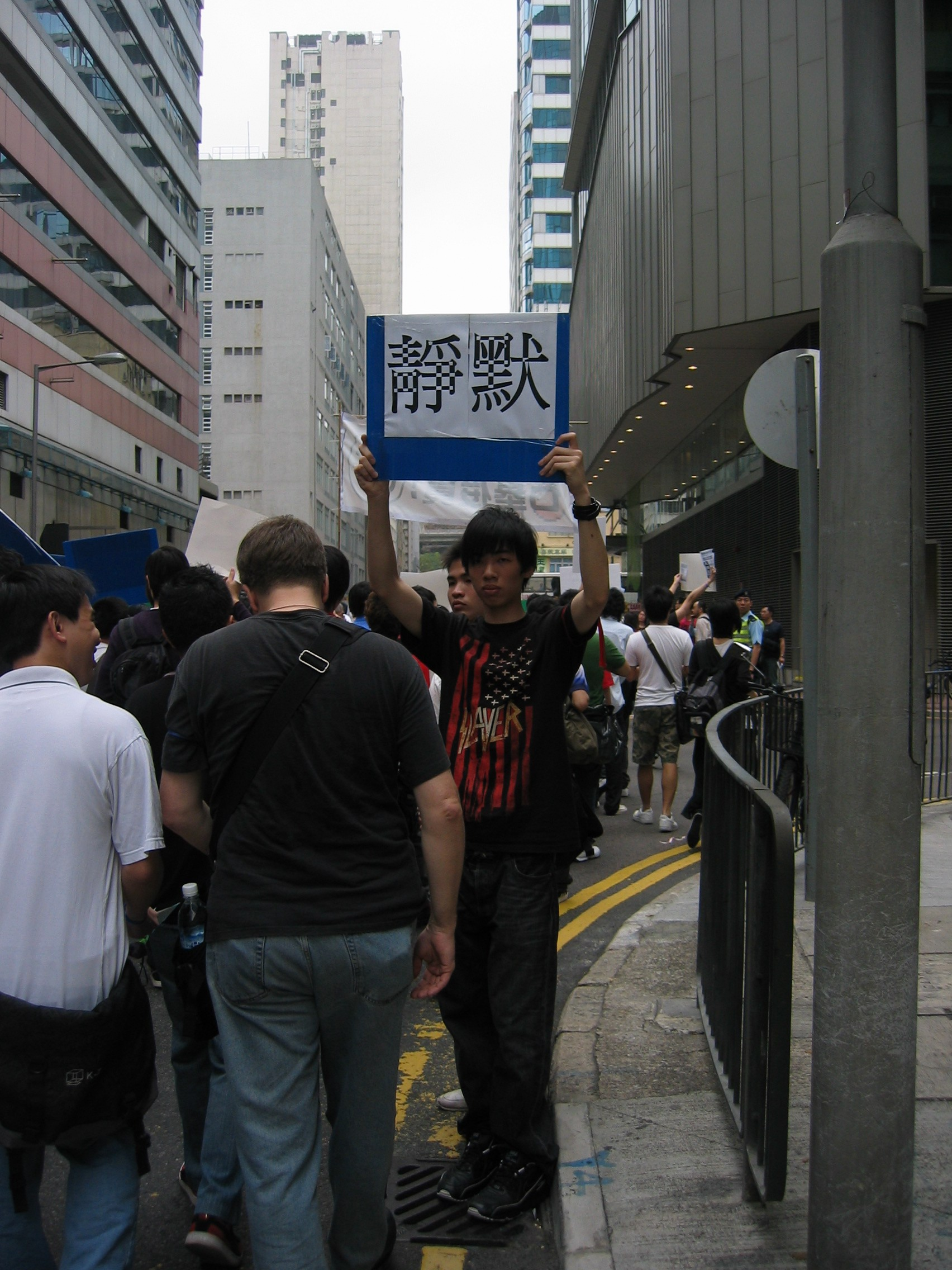
示威者經過恩福中心外，主辦單位要求示威者靜默

主辦團體指出，這次遊行有1200人參加。而各大傳媒報導之遊行人數則略有出入。蘋果日報指「約500名網民」參與，而香港電台則指「逾百人」參與。
而示威的人士主要是由網民組成，他們主要透過Facebook和在高登討論區等網上討論區作出呼籲。遊行人士也包括部份社民連的成員，包括東區區議員曾健成、立法會議員梁國雄，和李偉儀。

## 各界反應

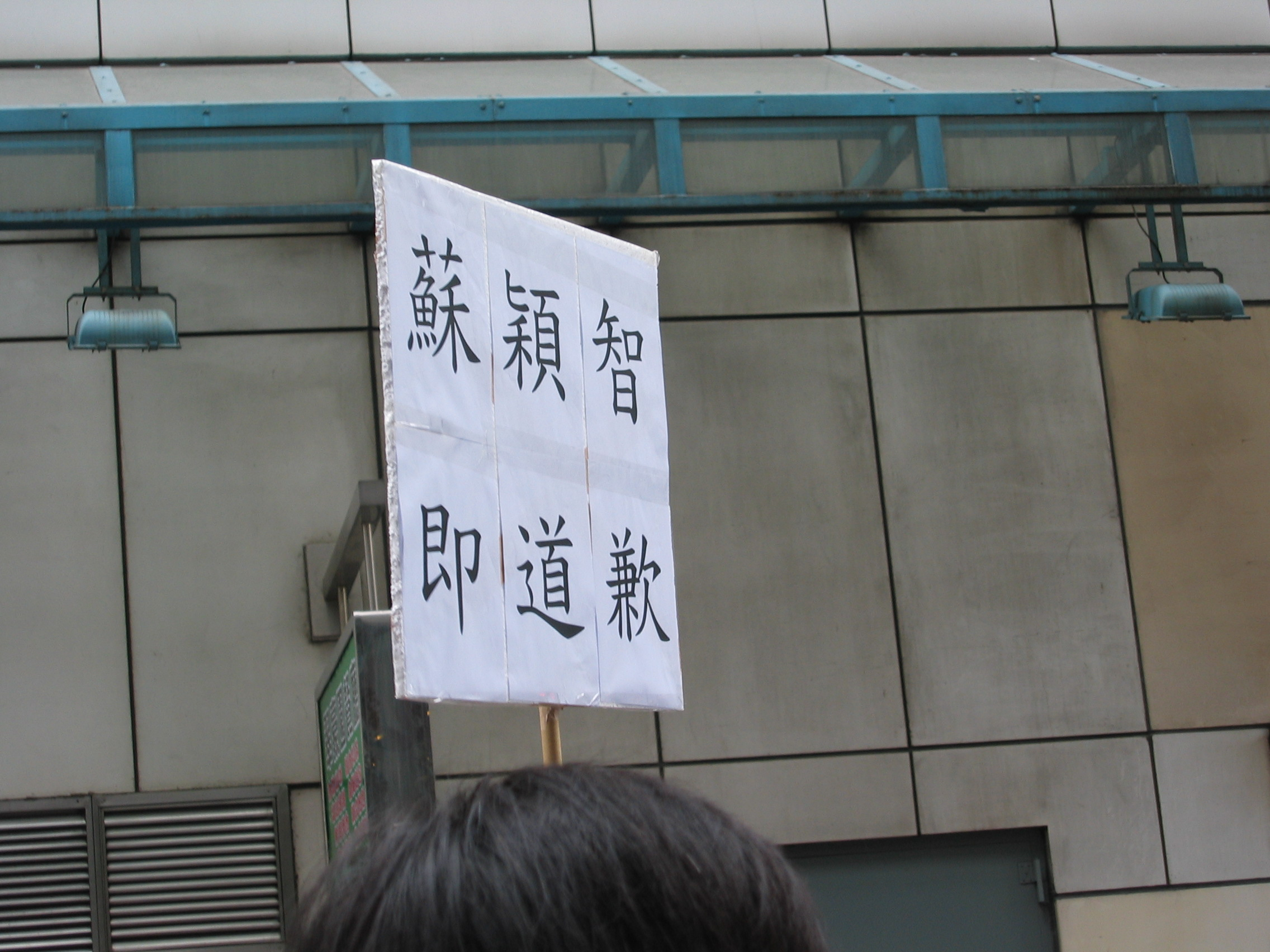
有示威者要求蘇穎智道歉

遊行過後，網民對此事件大多讚好。當中高登討論區上，有多個討論均都支持是次行動。而香港討論區亦有多名會員，支持今次的行動。主辦單位「宗教霸權關注行動」的召集人秦晞輝表示，可能會有進一步行動。又批評宗教人士矮化他們為愚蠢及不理性。
另一方面，被示威者針對的明光社，總幹事蔡志森指示威者的指控「無事實根據」，並指示威者惡意攻擊明光社。而被指強迫家長支持淫審修訂案的迦密聖道中學，校長郭永強澄清並無強迫家長支持有關條文。

## 媒體報道

### 對遊行新聞作高調處理的媒體編輯
此次遊行於翌日登上《蘋果日報》頭條。該報道頭段指出，「保守宗教團體近日的霸道行徑引起社會強力反彈，約500名網民昨參加「維護公民自由社會，反對宗教右翼霸權」大遊行，途經中國基督教播道會恩福堂、明光社等會址作和平抗議」。
遊行現場所見，進行採訪的大多為網上媒體、大學校報、校園電視台，以及民間記者等。以部份遊行人士所見，NOW新聞台與香港電台為少數有派員採訪是次遊行的電子傳媒。

### 對遊行新聞作「冷處理」的媒體編輯
相對於《蘋果日報》，香港大部分媒體都未太大關注此事，《東方日報》並非以要聞形式處理；《星島日報》只在遊行完畢後的下午四時，以網上「即時新聞」形式作簡略報道，但在翌日出版的報紙，卻對此遊行活動隻字不提。
而《明報》則在2月16日的「政治新聞」版面，以有限篇幅報道此事，但照片欠奉，遊行人數更被描述為「超過一百人」，與網民和其他媒體在現場所見所拍大相逕庭。另外，大部分香港電視台包括無綫、亞視和有線都沒有在新聞報道提及這次事件，而在翌日（2月16日），無綫電視在《香港早晨》報章頭條摘要環節，並無一如常規引述《蘋果日報》頭條。

## 明光社舉行研討會及張堅庭回應
2月24日，明光社與香港性文化學會合辦《「宗教右派」干預？抑或是世俗主義的盲點？》研討會。當日有參與者表示迦密聖道中學要求學生帶回只可以選擇贊成學校要求收緊淫審條例，沒有反對選項的回條，研討會的人解釋這都是公民社會中的常見方式，不是不應該的做法，笑說強迫的講法是完全脫離現實，亦呼籲大眾不應因立場不同而亂扣「宗教右派」的帽子，這樣會和平及理性的溝通。
「反宗教右翼霸權」遊行發起人之一虞瑋倩，在沒有事先通知公開座談會的情況下自行架機攝錄，遭工作人員勸阻後仍堅持拍攝，雙方發生一點衝突，但聚會沒有因此而被打斷。大會表示，由於先前已拒絕了一個基督教媒體全場拍攝的要求，而且而作為主辦單位的明光社與香港性文化學會亦會保留研討會的一切版權。
「反宗教右翼霸權」另一發起人秦晞輝及一名籌委舉手發言，他們表示自己並非是要反基督教或者是反道德主義，只是不滿有教會團體濫用公權力，以「道德淪亡」來恐嚇及誤導公眾。而迦密聖道中學要求學生家長簽署回條支持收緊「淫管條例」，亦妨礙獨立思考，破壞公民社會發展，是獨裁地將價值觀強加別人的宗教霸權行為。他們又批評蘇穎智牧師有關「家暴條例」的言論混淆視聽，將家庭觀念與條例改名掛鉤，家庭不會因為條例的名稱而被衝擊，並在不少基督教中學以至小學，甚至非基督教中學的校外掛出要求政府從嚴修訂淫審制度的橫額。關啟文認為他們所講的「霸權」和「輸送利益」等是用詞過激，並無實據。關啟文：「我們沒有司法權力，也沒有警察支援，約局長見面也沒人理睬，如何稱得上霸權？而利益輸送就更是嚴重指控，提出時應列舉具體事例──誰人提供了甚麼利益給誰？」
2009年2月22日，基督徒名導演張堅庭在明報撰文 《父母的憂慮》他認為「淫審」討論大部分評論員是自由派，而把持相反意見的統稱為「基督教右派」、「基督教保守派」或「宗教保守右派」。他認為這並非宗教問題，而其實是「家長」問題。他認為胡亂標籤明光社是「道德塔利班」，屬於語言暴力，反問『如果明光社是「道德塔利班」，色情版也不就是「鹹濕塔利班」？』。

## 參看
- 蘇穎智
- 明光社
- 第五權
- 家庭暴力條例
- 基督教右派
- 香港網民投訴聖經不雅事件

## 外部連結
- 反查禁行動
- 2.15「維護公民社會價值，反對宗教右翼霸權」大遊行 （页面存档备份，存于）
- 有份發動2.15「維護公民社會價值，反對宗教右翼霸權」大遊行的其中一個網站
- 維護公民社會價值，反對宗教右翼霸權大遊行宣傳片 (youtube) （页面存档备份，存于）